# Niwnica
Niwnica (deutsch Neunz) ist ein Ort in der Stadt- und Landgemeinde Nysa im Powiat Nyski der Woiwodschaft Opole in Polen.

## Geographie
Niwnica liegt etwa sechs Kilometer südöstlich von Nysa (Neisse) und etwa 63 Kilometer südwestlich von Opole (Oppeln) in der Nizina Śląska (Schlesische Tiefebene) an der Droga krajowa 41 im Tal der Glatzer Neiße. Durch den Ort fließt die Kamienica (Kamitz). 
Nachbarorte von Niwnica sind im Norden Wyszków Śląski (Wischke), im Osten Domaszkowice (Ritterswalde) und im Westen der Neisser Stadtteil Średnia Wieś (Mitteldorf).

## Geschichte

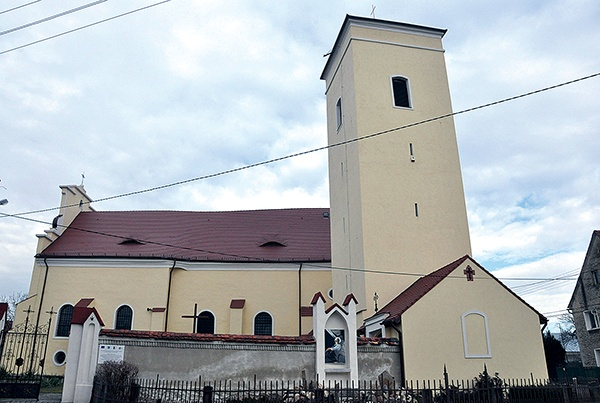
Kreuzerhöhungskirche

„Neuniz“ wurde erstmals im Jahre 1226 urkundlich erwähnt. Im Zehntregister Liber fundationis episcopatus Vratislaviensis aus den Jahren 1295–1305 ist die Schreibweise „Nwynicz“ belegt. 1369 erfolgte eine Erwähnung als Neunicz. 1415 wurde erstmals eine Kirche erwähnt. Im Zinsregister aus dem Jahre 1588 wird es mit 49 Hufen beschrieben.
Der Dreißigjährige Krieg (1618–1648) unterbrach den wirtschaftlichen und kulturellen Aufbau in Neunz. 1627 wurde das Neisser Land durch die Armee Wallensteins (etwa 40.000 Soldaten) besetzt. Die Dorfbevölkerung musste diese versorgen und verarmte dadurch. 1642 wurde das Dorf und die Kirche vom Schwedischen Soldaten niedergebrannt.
Nach dem Ersten Schlesischen Krieg 1742 fiel Neunz mit dem größten Teil Schlesiens an Preußen. Nach der Neuorganisation der Provinz Schlesien gehörte die Landgemeinde Neunz ab 1816 zum Landkreis Neisse, mit dem es  bis 1945 verbunden blieb. 1827 wurde im Dorf eine katholische Schule eingerichtet. 1845 bestanden im Dorf eine katholische Pfarrkirche, eine katholische Schule und weitere 116 Häuser. Im gleichen Jahr lebten in Neunz 686Einwohner, davon sechs Personen evangelisch. 1855 waren es 681 Einwohner. 1865 zählte der Ort 34 Bauernhöfe, 24 Gärtner- und 34 Häuslerstellen. 1874 wurde der Amtsbezirk Neunz gegründet, dem die Landgemeinden Kaundorf, Neunz und Wischke eingegliedert wurden. 1885 zählte Neunz 773 Einwohner.
1933 lebten in Neunz 720 und 1939 743 Einwohner. Bis 1945 befand sich der Ort im Landkreis Neisse.
Als Folge des Zweiten Weltkriegs fiel Neunz 1945 mit dem größten Teil Schlesiens an Polen. Nachfolgend wurde es in Niwnica umbenannt. Die ortsansässige deutsche Bevölkerung wurde – soweit sie nicht vorher geflohen war – vertrieben. Die neu angesiedelten Bewohner waren teilweise Zwangsumgesiedelte aus Ostpolen, das an die Sowjetunion gefallen war. 1950 kam Niwnica zur Woiwodschaft Opole, 1999 wurde es dem Powiat Nyski eingegliedert.

## Sehenswürdigkeiten
- Die römisch-katholische Kreuzerhöhungskirche (Kościół Podwyższenia Krzyża Świętego) wurde im Jahr 1415 erstmals erwähnt. Der heutige Bau stammt teilweise aus dem 15. Jahrhundert. Im Dreißigjährigen Krieg wurde die Kirche 1642 niedergebrannt. Ende des 17. Jahrhunderts wurde die Kirche wieder aufgebaut und vergrößert. 1858 wurde sie ein weiteres Mal erweitert. Die Fresken im Inneren der Kirche stammen von Karl Dankwart.[4] Das Kirchengebäude steht seit 1966 unter Denkmalschutz.[9]
- Direkt an der Kirche befindet sich der Friedhof mit erhaltenen Gräbern aus deutscher Zeit.
- Denkmal für die Gefallenen des Deutsch-Französischen Kriegs 1870/71
- Denkmal für die Gefallenen des Ersten Weltkriegs

## Vereine
- Fußballverein LZS Niwnica
- Freiwillige Feuerwehr OPS Niwnica